# 河东镇 (瓜州县)
河东乡，是中华人民共和国甘肃省酒泉市瓜州县下辖的一个乡镇级行政单位。

## 行政区划
河东乡下辖以下地区：
双泉村、五道沟村、六道沟村和七道沟村。